# 小曽根真
小曽根 真（おぞね まこと、Makoto Ozone、1961年〈昭和36年〉3月25日 - ）は、日本のジャズピアニスト。

## 人物・来歴
1961年神戸市生まれ。須磨浦学園須磨浦小学校卒業。父の影響で5歳からクラシックピアノを習うも、バイエルの練習に飽き、ハモンドオルガンに転向して天才奏者と呼ばれる。12歳の時にオスカー・ピーターソンのソロ・ピアノを聴き、ジャズピアノを始める決意をする。1976年、15歳でプロデビュー。神戸市立葺合高等学校卒業。
1980年に渡米し、ボストンのバークリー音楽大学に入学。
1983年バークリー音楽大学のジャズ作・編曲科を首席で卒業後、同年6月にニューヨークのカーネギー・ホールにてソロ・ピアノ・リサイタルを開く。このとき、ちょうど見物にきていたクインシー・ジョーンズに見出されて米CBSと日本人初のレコード専属契約を結び、アルバム『OZONE』にて全世界デビュー。
グラミー賞受賞アーティスト、ゲイリー・バートン（ヴィブラフォン奏者）とワールドツアーを行う。この後、CBSから3枚のアルバムをリリース。
1990年に帰国し、ビクターへ移籍、同社から3枚のアルバムをリリース。
1994年、ユニバーサルミュージック/ヴァーヴ・レコードへ移籍。
1996年、「小曽根真 THE TRIO」を結成。1999年、ニューヨークへ再移住。
2000年、「小曽根真 THE TRIO」の新ベーシストにJames Genusを迎える。同年、初のベスト・アルバム『wizard of OZONE〜小曽根真ベスト・セレクション』をリリースしベストセラーとなる。
2001年『スイングジャーナル』誌読者人気投票で2年連続4冠制覇。
2002年デビュー20周年、ヴァーヴ移籍後10作目となるスペシャル・アルバム『トレジャー』を発表。チック・コリア、マイケル・ブレッカー、ゲイリー・バートン、ジョン・ヘンドリックス等豪華ゲストを迎えた。『THEドラえもん展』に「あなたのドラえもんを聴かせてください 」との依頼を受け、小曽根真トリオ名義で、ベースにJames Genus、ドラムにクラレンス・ペンを迎え、録音を行い、『ドラえもんのうた c/w 青い空はポケットさ』のマキシシングルを会場限定で販売した。
2003年ゲイリー・バートンとのデュオ・アルバム『ヴァーチュオーシ』が第45回グラミー賞『ベスト・クラシカル・クロスオーバー・アルバム』部門ノミネート。7月スタンダード・ジャズに積極的に取り組んだ意欲作『Reborn/リボーン』をリリース。9月、母校バークリー音楽大学より『名誉博士号』を授与される。10月『第18回国民文化祭・やまがた2003』開会式にて、総合プロデューサーの作家・井上ひさしからの依頼により、書き下ろしのピアノ・コンチェルトを山形交響楽団と共演、指揮も務める。
2004年3月、伊藤君子のレコーディングのために、エリック宮城らと共にビッグバンド「No Name Horses」を結成。7月、「小曽根真 THE TRIO」にストリング・カルテットをフィーチャーしたニュー・アルバム『New Spirits/新世界』をリリース。
2005年7月、「小曽根真 THE TRIO」としては10枚目のアルバム、またFender Rhodesを積極的に取り入れた『REAL』をリリース。2005年9月、塩谷哲とのピアノ・デュオ・アルバム『MAKOTO OZONE&SATORU SHIONOYA』をユニバーサル、ビクターから2枚同時リリース後、全国クラシック専用ホールにてピアノ・デュオ・コンサートツアーを行う。
2006年1月18日、「No Name Horses」として初のアルバム『No Name Horses』をリリース。
2007年、ジョン・レノンやAIなどのカバーも収録したピアノ・ソロ・アルバム『Falling in love, again』発表。
2008年9月12日、音楽監督大植英次プロデュースによる大阪フィルハーモニー交響楽団の団員による公演を中心とするクラシック・コンサートのイベント「大阪クラシック－御堂筋にあふれる音楽－」に緊急追加公演の形で参加、大阪市中央公会堂にて大植英次とピアノデュオコンサートを行う。
2010年11月11日、第11回ノーベル平和賞受賞者世界サミット関連事業「1111、ピースフルチャリティーセッション」が広島市文化交流会館で開催され、アートディレクター稲吉紘実の創作による「絵のない絵本 この星が絵でうめつくされたら」［フレーベル館］他の朗読とピアノによるセッションを行う。「No Name Horses」 を率いてフランス（ラ・ロック・ダンテロン国際ピアノ音楽祭）とオーストリアで公演を行う。  ショパンの生誕200年 を記念したアルバム『ロード・トゥ・ショパン』を発表し、歌手のアナ・マリア・ヨペックをゲストに迎え同名の全国ツアー（全10公演）を行う。ポーランド政府よりフレデリック・ショパン・パスポート授与される。
2011年、井上ひさしの音楽劇『日本人のへそ』で作曲を担当、ピアニスト役で出演。 青年座交流プロジェクト『欲望という名の列車』で作曲と演奏を担当。 4月に国立音楽大学（演奏学科ジャズ専修）教授に就任。 フランスのオーヴェルニュ室内管弦楽団（指揮：アリ・ヴァン・ベーク）の定期公演に招かれ自作のピア ノ協 奏曲 を世界初演。 夏に東日本の復興を支援する『Live & Let Live - Love for Japan』を急遽リリース。この支援活動に対し翌年冬に「JAZZ JAPAN」 誌より《NISSAN PRESENTS JAZZ JAPAN AWARD 2011》 の特別賞を授与される。 「No Name Horses」初のライブ盤『バック・アット・ザ・クラブ“イン・トリビュート”』を発表。 NHK-BS「世界遺産 時を刻む」の作曲・演奏を担当。 
2012年、「No Name Horses」 を率いてシンガポールのモザイク・ミュージック・フェスティバルに参加。 パリ（シャンゼリゼ劇場）とスペインにてトマス・ツェートマイアー指揮パリ室内管弦楽団と共演（モー ツァルト：ピアノ協奏曲「ジュノム」）。同楽団とは同年のラ・フォル・ジュルネ音楽祭（東京・ナント）でもショスタコーヴィチのピアノ協奏曲第1番で共演。 大植英次指揮ハノーファー北ドイツ放送交響楽団とハノーファーにて共演（バーンスタイン：不安の時代）。
7月23日、音楽と演奏を担当した、稲吉紘実著『 絵のない絵本 この星が絵でうめつくされたら  朗読と音楽CD付』が出版される。
J-WAVE、FM802を始め全国5局ネットのラジオ番組『ASAHI BEER OZ MEETS JAZZ』にてパーソナリティを務め、の後はJ-WAVEのみで後番組『THE PLAYERS』を担当。
ジャズピアニストとしてデビューしたものの、現在でもハモンドオルガンを演奏することがあり、父親・小曽根実との共演も多い。
近年はジャズの世界を越え、クラシック界で井上道義指揮、新日本フィルハーモニー交響楽団とガーシュウィンピアノ協奏曲ヘ長調、バーンスタイン交響曲第2番『不安の時代』を、尾高忠明指揮、札幌交響楽団とモーツァルトピアノ協奏曲第9番変ホ長調K.271『ジュノーム』を、大植英次指揮、大阪フィルハーモニー交響楽団とガーシュウィン「ラプソディ・イン・ブルー」を演奏する等、活動域を拡げている。
今井美樹のセルフカバー・アルバムでのピアノ伴奏（『年下の水夫』）や、毎日放送『情熱大陸』、NHK『課外授業ようこそ先輩』等のテレビ番組への出演、『THEドラえもん展』の音楽や舞台音楽など、ジャンルを超えた取り組みも注目される。
2013年3月、音楽と演奏を担当した、稲吉紘実著『絵のない絵本 おおごまだらになりたい  朗読と音楽CD付』が出版される。
2014年、アラン・ギルバート指揮ニューヨーク・フィルハーモニックのアジアツアーにてソリストに抜擢（ガーシュウィン「ラプソディ・イン・ブルー」）
2016年、チック・コリアとのデュオで日本ツアーを成功させる。
2017年、シンガポールのエスプラネードにてシンガポール交響楽団と「ラプソディ・イン・ブルー」を公演。

### 家族・親族
父は、ピアニスト兼ハモンドオルガン奏者の小曽根実。
妻は、女優の神野三鈴。

## エピソード
2005年8月、音楽配信サイト『iTunes Music Store』日本版の開始時に、小曽根真の「ドラえもんのうた」のカバー曲がトップ10にランクインした。

## 活動

### ディスコグラフィ

#### リーダー作品
※は小曽根真 THE TRIO名義
1980年代
- OZONE (Sony) 1984年
- 『アフター』 - After（1985年11月録音）(Sony) 1986年
- 『スプリング・イズ・ヒア』 - Spring Is Here (Sony) 1987年
- 『ナウ・ユー・ノウ』 - Now You Know (Sony) 1987年

1990年代
- 『スターライト』 - STARLIGHT (Victor) 1990年
- 『パラダイス・ウィングス』 - Paradise Wings (Victor) 1991年
- 『ウォーク・アローン』 - Walk Alone (Victor) 1992年
- 『ブレイクアウト』 - Breakout（1994年5月録音）(Verve) 1994年
- ゲイリー・バートンとの共同名義, 『フェイス・トゥ・フェイス』 - Face to face（1994年10月、11月録音）(GRP) 1995年
- 『ネイチャー・ボーイズ』 - Nature Boys（1995年10月録音）(Verve) 1995年
- 伊藤君子と共同名義, 『アット・ザ・モントルー・ジャズ・フェスティバル』 - At The Montreux Jazz Festival（1997年7月録音）(Videoarts Music) 1997年（モントルー・ジャズ・フェスティバルにおけるライヴ）
- 『ザ・トリオ』  - The Trio (Polydor) 1997年 ※（ベースが北川潔（英語版）の編成）
- 『スリー・ウィッシズ』 - Three Wishes (Polydor) 1998年 ※
- 『ディア・オスカー：オスカー・ピーターソンに捧ぐ』 - Dear Oscar (Polydor) 1998年 ※
- 『ノー・ストリングス・アタッチト』 - No Strings Attached (Polydor) 1999年 ※

2000年代
- 『パンドラ』  - Pandora (Verve) 2000年 ※（ブランフォード・マルサリスが2曲に参加）
- 『ソー・メニー・カラーズ』 - So Many Colors (Verve) 2001年 ※
- 『トレジャー』 - Treasure (Verve) 2002年
- 『リボーン』 - Reborn (Verve) 2003年 ※
- ゲイリー・バートンと共同名義, 『ヴァーチュオーシ』 - Virtuosi（2001年8月、10月録音）(Concord) 2003年
- 『新世界』 - New Spirit (Universal) 2004年 ※
- 『リアル』 - Real (Universal) 2005年 ※
- 塩谷哲と共同名義, 『デュエット』 - Duet With Shionoya Satoru（2005年2月録音）(Universal) 2005年（梅田「ブルーノート大阪」におけるライヴ）
- 『アライヴ!!ライヴ・アット・ブルー・ノート・トーキョー』 - Alive!!:- Live At Blue Note TOKYO（2006年9月録音）(Universal) 2007年 ※（南青山「ブルーノート東京」におけるライヴ。初回限定盤はDVDビデオつき 2枚組。）
- 『フォーリング・イン・ラヴ、アゲイン』 - Falling in love, again（2007年4月録音）(Universal) 2007年
- 『『あしたの、喜多善男』オリジナル・サウンドトラック』 (Universal) 2008年
- 『バラード』 - Ballads (Universal) 2008年

2010年代
- 『ロード・トゥ・ショパン』 - Road to Chopin (Universal) 2010年
- 『THE SWELL OF TIME：NHK 世界遺産 時を刻む オリジナル・サウンド・トラック』 (Universal)  2011年
- エリス・マルサリスと共同名義, 『ピュア・プレジャー・フォー・ザ・ピアノ』 - Pure Pleasure For The Piano（2012年5月16日、17日録音）(EmArcy) 2012年
- クリスチャン・マクブライド、ジェフ・ワッツと共同名義, 『マイ・ウィッチズ・ブルー』 - My Witch's Blue（2012年5月19日～21日録音）(Verve) 2012年
- ゲイリー・バートンと共同名義, 『タイム・スレッド』 - Time Thread（2013年3月録音）(Universal) 2013年

#### No Name Horses
- No Name Horses (Universal) 2006年
- No Name HorsesII (Verve) 2008年
- 『ジャングル』 - Jungle (Verve) 2009年
- 『バック・アット・ザ・クラブ“イン・トリビュート”』 - BACK AT THE CLUB "IN TRIBUTE" (Universal) 2011年
- 『ROAD』 - ROAD: Rhapsody in Blue (Universal) 2014年

### ラジオ番組
- ASAHI BEER OZ MEETS JAZZ→ THE PLAYERS→ JAZZ IS ALIVE（J-WAVE、1999年2月～2014年9月　改題はリニューアルによる）
- OZMIC NOTES（Kiss-FM KOBE、1990年10月から約8年間、2時間のワイド番組として放送）
  - Kiss-FM KOBEの初代"Latest News"（ニュース）、" Latest Traffic"（交通情報）、 "Latest Weather"（天気予報）のBGMは小曽根が作曲している。同じく、J-WAVEでは現在、Weather Informationで『ウォーキング・トゥゲザー』、Traffic Information で『カルナヴァル・プラ・マニャン』が使用されている（どちらもアルバム「OZ MEETS JAZZ 2」に収録）。

### 音楽担当

#### テレビドラマ
- あしたの、喜多善男〜世界一不運な男の、奇跡の11日間〜（2008年1月 - 3月、関西テレビ）
第1話にジャズピアニスト役で出演している。

#### 舞台音楽
- 二十世紀（麻実れい主演、2001年1月、世田谷パブリックシアター） - マーガレット・バーク＝ホワイト役
- 組曲虐殺（井上ひさし作、井上芳雄主演、2009年10月、天王洲 銀河劇場） - 小林多喜二役
公演中はすべて生演奏で参加した。

#### CM
- カネテツデリカフーズ 企業CM
- アサヒビール「黒生」
- 野村不動産「PROUD」

#### 情報番組
- ニュースEyeランド 天気予報（サンテレビ）
- ニュースEyeランドf（サンテレビ）
- J-WAVE LIFE INFORMATION（J-WAVE）

#### 歴史・紀行・教養番組
- NHK世界遺産 時を刻む（NHK BSプレミアム、2011年10月7日 - ）
- SWITCHインタビュー 達人達 水谷豊×小曽根真（NHK Eテレ、2015年4月18日）

### 受賞歴
- 2000年 第35回紀伊国屋演劇賞 個人賞
- 2003年 第45回『ヴァーチュオーシ』が第45回グラミー賞／『ベスト・クラシカル・クロスオーバー・アルバム』部門ノミネート。9月 母校バークリー音楽大学より『名誉博士号』を授与される。
- 2005年 平成18年度 神戸市文化奨励賞
- 2007年 第32回南里文雄賞
- 2009年 平成21年度 兵庫県文化賞[4]／アルバム「Road to Chopin」がショパン・インスティテュートより公式アルバムに認定される
- 2010年 第17回読売演劇大賞 最優秀スタッフ賞、12月 フレデリック・ショパン・パスポート授与
- 2014年 芸術選奨文部科学大臣賞大衆芸能部門
- 2018年 紫綬褒章[5]。